# When You Love a Woman
"When You Love a Woman" foi o primeiro single do álbum Trial by Fire da banda Journey lançado em 1996. "When You Love a Woman" foi nomeado no Grammy Award na categoria Melhor Performance Pop por um Duo ou Grupo com Vocais.
A canção atingiu a #1 posição na parada da Billboard Hot Adult Contemporary, onde permaneceu por quatro semanas em dezembro de 1996. Atingiu ainda a #12 posição Billboard Hot 100 e a #57 posição no Top Hot 100 hits de 1997, bem como sendo um hit Top 10 na parada Billboard Hot 100 Airplay, atingindo a #9 posição. É o único single de Journey a alcançar a maior posição na parada Adult Contemporary.

## Videoclipe
O videoclipe mostra a banda tocando no que parece ser um estúdio de gravação vazio. O vídeo, dirigido por Wayne Isham,  foi filmado dentro do Scoring Stage no Rancho Skywalker de George Lucas (diretor de cinema) no Condado de Marin, Califórnia. Esta foi uma das últimas performances com Steve Perry como vocalista. No vídeo, Neal Schon toca uma guitarra branca produzida para ele pela Jackson, conhecido como Schon Guitars (o qual ele também utilizou protótipos dela na Raised on Radio Tour) em vez de sua usual Gibson Les Paul elétrica.

## Paradas
| País           | Parada                               | Melhor posição |
| -------------- | ------------------------------------ | -------------- |
| Alemanha       | Media Control Charts                 | 49             |
| Canadá         | Hot 100                              | 3              |
| Estados Unidos | Billboard Hot 100 Adult Contemporary | 12 1           |
| França         | French Singles Chart                 | 49             |
| Japão          | Oricon International Chart           | 6              |